# Partiholyvaformák
A partiholyvaformák (Paederinae) a rovarok (Insecta) osztályában a holyvafélék (Staphylinidae) családjának egyik fajgazdag alcsaládja. Európában hozzávetőlegesen 550 fajuk él.

## Rendszerezés
Közép-Európában a következő nemek képviselői fordulnak elő:
Paederini nemzetség (Fleming, 1821)
Astenina alnemzetség (Hatch, 1957)
Astenus (Stephens, 1833)
Cryptobiina alnemzetség (Casey, 1905)
Ochthephilum (Stephens, 1829) (=Cryptobium (Mannerheim, 1830))
Dolicaonina alnemzetség (Casey, 1905)
Leptobium (Casey, 1905 (=Dolicaon (Laporte de Castelnau, 1835))
Lathrobiina alnemzetség (Laporte, 1835)
Achenium (Samouelle, 1819)
Domene (Fauvel, 1872)
Lathrobium (Gravenhorst, 1802)
Lobrathium (Mulsant & Rey, 1878)
Pseudobium (Mulsant & Rey, 1878)
Scymbalium (Erichson 1840)
Tetartopeus (Czwalina, 1888)
Lithocharina alnemzetség (Casey, 1905)
Lithocharis (Dejean, 1833)
Medonina alnemzetség (Casey, 1905)
Hypomedon (Mulsant & Rey, 1877) (=Chloeocharis)
Medon (Stephens, 1833)
Pseudomedon (Mulsant & Rey, 1877)
Sunius (Stephens, 1829)
Paederina alnemzetség (Fleming, 1821)
Paederidus (Mulsant & Rey, 1878)
Paederus (Fabricius, 1775)
Scopaeina alnemzetség (Mulsant & Rey, 1878)
Scopaeus (Erichson, 1839)
Stilicina alnemzetség (Casey, 1905)
Rugilus (Samouelle, 1819) (=Stilicus (Latreille))

## Ismertebb magyarországi fajok
- Közönséges partiholyva (Paederus riparius) (Linnaeus, 1758)
- Gömbnyakú partiholyva (Paederus littoralis) (Gravenhorst, 1802)
- Kis partiholyva (Paederus fuscipes) (Curtis, 1840)
- Vöröshátú partiholyva (Paederus ruficollis) (Fabricius, 1777)
- Astenus procerus (Gravenhorst, 1806)
- Astenus laticeps (Merkl, 1991) - a Bátorligeti-lápból leírt új faj

## Fordítás
- Ez a szócikk részben vagy egészben  a   Paederinae című angol Wikipédia-szócikk fordításán alapul.  Az eredeti cikk szerkesztőit annak laptörténete sorolja fel. Ez a jelzés csupán a megfogalmazás eredetét és a szerzői jogokat jelzi, nem szolgál a cikkben szereplő információk forrásmegjelöléseként.